# Javier Garcia Almendro
Javier Garcia Almendro, més conegut com a Javi (Sabadell, 1 d'octubre de 1969) és un exfutbolista català, que jugava com a davanter.

## Trajectòria
Format a les categories inferiors del FC Barcelona, el 1988 arriba al planter del Barça B, on romandria quatre anys, tret d'una cessió al Gimnàstic de Tarragona. El 1992 marxa al Rayo Vallecano, amb qui debuta a la màxima categoria. Eixe any juga 20 partits i marca 2 gols.
La temporada 93/94 s'incorpora a les files de la UE Lleida, que acabava de pujar a la primera divisió, però no aconsegueix fer-se un lloc en l'onze català, i termina la campanya amb unes xifres força baixes, 11 partits i cap gol.
L'estiu de 1994 fitxa pel Palamós CF, en aquell temps a la Segona. Al conjunt blau-i-groc recupera la seua forma i signa fins a 14 dianes, sent el davanter més destacat dels empordanesos. Aquesta bona temporada li val per fitxar pel RCD Espanyol i retornar a Primera.
La temporada 95/96, Javi va ser el davanter suplent per excel·lència dels periquitos. Tot i apuntar-se 35 partits, només en comença tres. A més a més marca dos gols. A partir d'ací la seua aportació a l'Espanyol s'anirà reduint any rere any, fins a deixar l'equip barceloní al final de la temporada 97/98.
La temporada següent fitxa pel Terrassa FC, de Segona B, i la temporada 99/00 milita a les files del CE L'Hospitalet, on romandrà tres anys amb una bona mitjana golejadora. Posteriorment passaria pel Girona FC i el Blanes, on es retiraria el 2007.

## Clubs
- 88/92 FC Barcelona B (2a)
- 90/91 Nàstic de Tarragona (2aB)
- 92/93 Rayo Vallecano (1a) 20/2
- 93/94 Lleida (1a) 11/0
- 94/95 Palamós (2a) 35/14
- 95/98 Espanyol (1a) 57/5
- 98/99 Terrassa (2aB) 32/7
- 99/02 Hospitalet (2aB) 91/33
- 02/04 Girona (3a i 2aB) 65/28
- 04/07 Blanes (Reg. Pref, 1a Cat i 3a) 85/29